# 19678 Belczyk
19678 Belczyk este un asteroid din centura principală de asteroizi.

## Descriere
19678 Belczyk este un asteroid din centura principală de asteroizi. A fost descoperit pe 9 septembrie 1999 la Socorro, New Mexico, în cadrul proiectului LINEAR. Asteroidul prezintă o orbită caracterizată de o semiaxă mare de 2,89 ua, o excentricitate de 0,01 și o înclinație de 1,8° în raport cu ecliptica.